# Monumento a Gioacchino Murat
Il monumento a Gioacchino Murat è un'opera scultorea tra le più note del cimitero della Certosa di Bologna. Fu realizzata nel 1864 dal ticinese Vincenzo Vela (1820-1891), del quale è considerata una delle sculture di maggiore fama.

## Storia
La statua raffigura il re di Napoli Gioacchino Murat. 
È collocata sopra la tomba della figlia, Letizia, nata dal matrimonio fra Murat e Carolina Bonaparte, poi maritata con il marchese bolognese Guido Taddeo Pepoli. La scultura fu commissionata dalla famiglia Pepoli che volle onorare la memoria del padre di Letizia, morto senza sepoltura. Il corpo del sovrano fu infatti sepolto in una fossa comune.

## Descrizione
Il monarca viene raffigurato nella sua elegante divisa, ornato di onorificenze e simboli regali. Il bastone rappresenta il grado militare, il cannone su cui poggia il piede le imprese compiute e l'aquila il simbolo della potenza francese. Il monumento viene così descritto nel 1891 dal critico d'arte Adolfo Venturi:
Sotto l'opera è presente la tomba della figlia che è ricordata con una semplice effigie in medaglione alla base della statua.